# Этиянг, Пол
Пол Этиянг (англ. Paul Etiang; 15 августа 1938, Тороро, протекторат Уганда — 31 декабря 2020) — угандийский дипломат и государственный деятель, и.о. министра иностранных дел Уганды (1973).

## Биография
Окончил колледж Бусога и колледж (впоследствии Университет Макерере).
С 1964 г. работал в системе МИД Уганды:
- 1964—1965 гг. — секретарь, помощник министра иностранных дел,
- 1965—1966 гг. — третий секретарь,
- 1966—1967 гг. — второй секретарь посольства Уганды в СССР,
- 1967—1968 гг. — первый секретарь представительства Уганды при ООН,
- 1968 г. — первый секретарь посольства в Великобритании,
- 1969—1971 гг. — посол Уганды в Великобритании,
- 1971 г. — руководитель протокола и маршал дипломатического корпуса Уганды,
- 1971—1973 гг. — постоянный секретарь МИД,
- май-октябрь 1973 г. — и. о. министра иностранных дел Уганды,
- 1973—1974 гг. — статс-секретарь МИД,
- 1974—1976 гг. — первый заместитель министра иностранных дел.

Затем работал на других ответственных должностях в правительстве страны:
- 1976—1978 гг. — заместитель министра транспорта и коммуникаций,
- 1978—1979 гг. — заместитель министра транспорта,
- 1988—1989 гг. — заместитель министра регионального сотрудничества,

С 1989 г. — заместитель министра торговли Уганды.
В 1978—1987 гг. являлся помощником Генерального секретаря Организации африканского единства.